# Diplazium lellingeri
Diplazium lellingeri là một loài dương xỉ trong họ Athyriaceae. Loài này được L. Pacheco mô tả khoa học đầu tiên năm 2004.